# Саво Вулетић
Саво Вулетић (Голубовци, 21. јануар 1871 — Аранђеловац, 18. јун 1945) био је српски правник, политичар, публициста и књижевник.

## Биографија
Завршио је учитељску школу, коју је похађао у Београду и Аранђеловцу, као један од најбољих ђака у историји ових установа. Учинио је много за развој школства, али и парламентарног и уопште јавног живота у Црној Гори.
Био је предсједник Цетињске варошке општине, посланик Зетске капетаније у свим сазивима Црногорске народне скупштине, од њеног оснивања 1906. до 1914. године, предсједник Обласног суда на Цетињу, члан Привредног савјета Црне Горе.
Као кандидат Црногорске федералистичке странке, на изборима фебруара 1925. године изабран је за посланика у парламент нове југословенске државе - Краљевине Срба, Хрвата и Словенаца за период од 1925. до 1928. године.
Као познати правник бавио се касније адвокатским пословима, али и те како и књижевним и публицистичким радом. Аутор је запажених збирки приповједака Просте душе и Наши људи.
Саво Вулетић је носилац медаље "Освећено Косово" из 1912. године, Спомена "Крст 1913" Петра Карађорђевића, Даниловог ордена за независност Црне Горе, медаље за ревност 1895. и медаље споменице поводом педесете годишњице владавине Николе Првог.
Новембра 1944. године одступа према Словенији са црногорским четницима предвођеним Павлом Ђуришићем, преживљава пакао Лијевча поља и бива заробљен у Цељу у Словенији заједно са митрополитом црногорско-приморским Јоаникијем Липовцем. Бива спроведен у Београд, потом у Аранђеловац, ђе је и стријељан јуна мјесеца 1945.
Био је ожењен Јеленом, кћерком Миша Поповића, маршала двора на Цетињу. Није имао порода.